# Fiesta de la Vendimia (Chile)

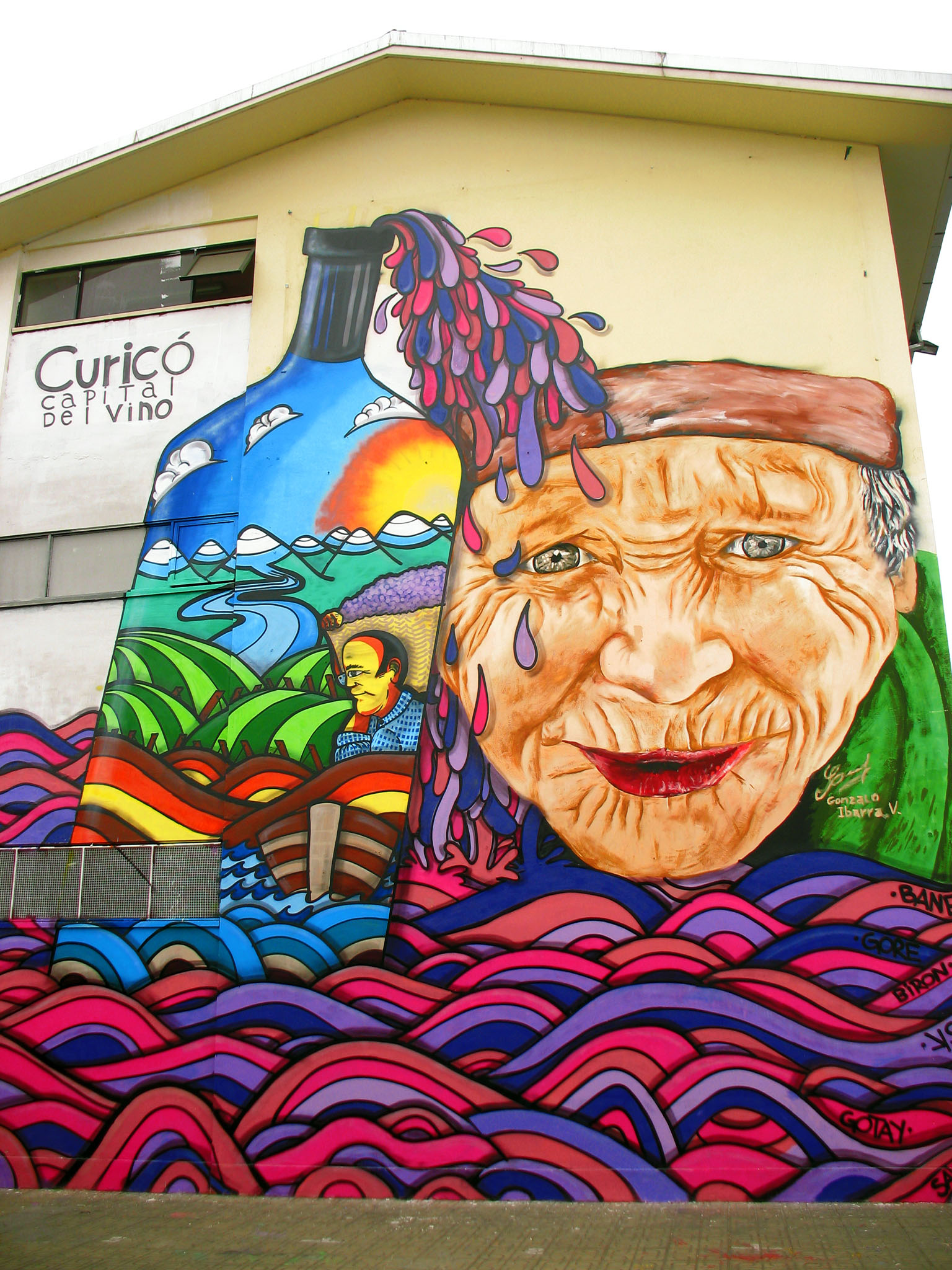
Mural de la Vendimia en Curicó

La Fiesta de la Vendimia es una celebración tradicional en las zona vitivinícolas de Chile, especialmente en el Valle Central, que se lleva a cabo entre marzo y abril, coincidiendo con la cosecha de uvas viníferas. Estas festividades, de origen campesino, combinan actividades recreativas y folclóricas con la tradición vitivinícola, integrándose en las rutas del vino del país.
El Valle Central, principal región productora de vinos en Chile, se extiende desde el  Río La Ligua por el norte hasta el Río Ñuble por el sur. Sus suelos fértiles y su clima mediterráneo favorecen el cultivo de uvas viníferas, lo que ha llevado a una creciente tecnificación e industrialización del sector. La vendimia demanda una gran cantidad de mano de obra en un corto período, por lo que históricamente los productores han incentivado el trabajo con festividades. 
Si bien el Valle Central concentra las celebraciones más tradicionales y masivas, también existen festividades en otras regiones del país, con características propias de la cultura local.
Desde 1987, la ciudad de Curicó ha sido sede de una de las fiestas de la vendimia más destacadas del país, conocida como la "Fiesta de la Vendimia de Chile".[cita requerida]

## Fiestas de la Vendimia de norte a sur

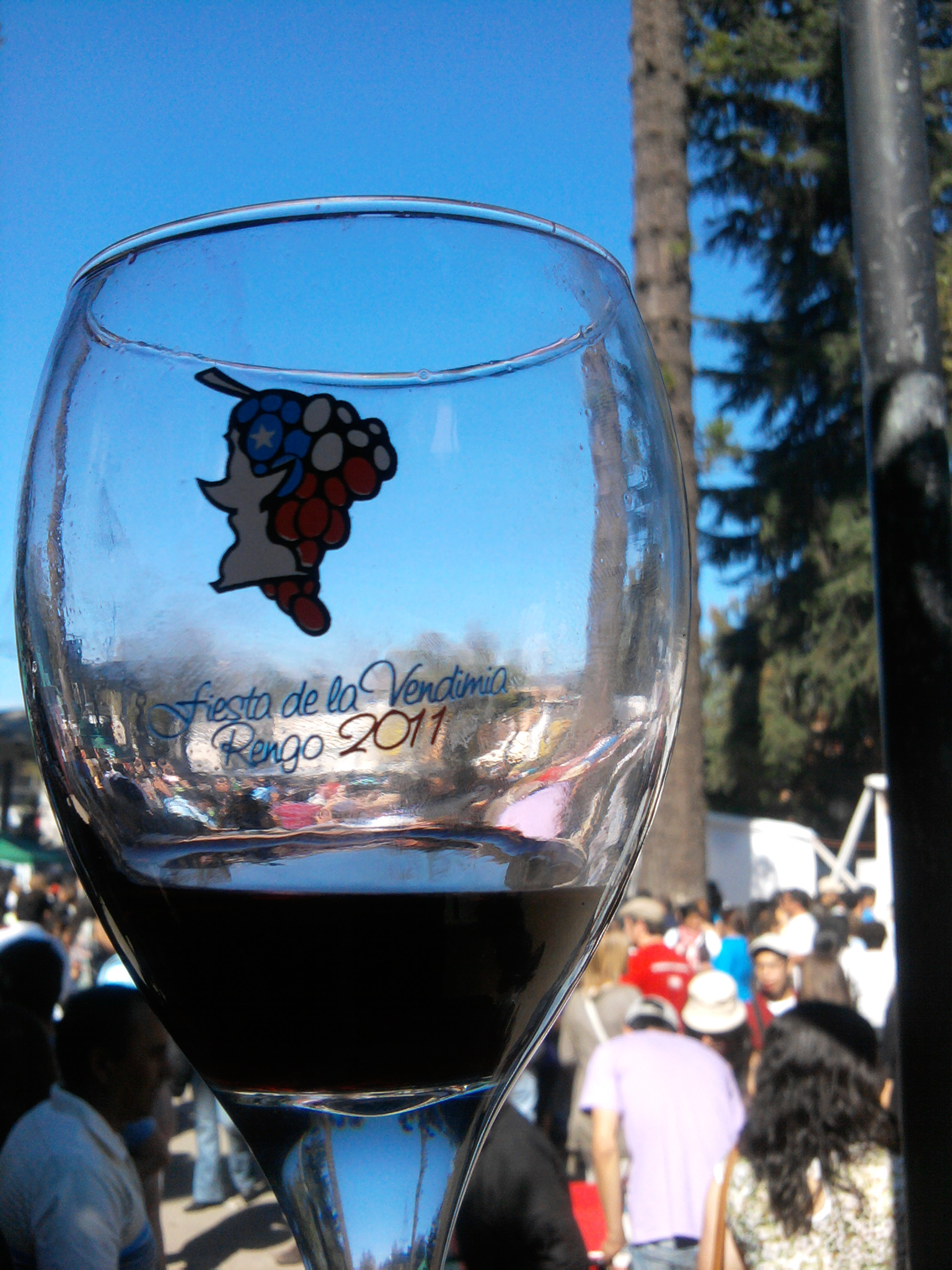
Fiesta de la Vendimia de Rengo2011

Las Fiestas de la Vendimia son las actividades que celebran la cosecha de uvas viníferas en la Zona Central de Chile, que comprende del Río La Ligua por el norte, hasta el Río Ñuble por el sur. Estos lugares son considerados, los suelos más fértiles y de mayor productividad, así como los que están sometidos a mayor tecnificación e industrialización. Es por lo demás, la zona donde se asienta la mayor cantidad de población del país. Es aquí, donde nacen las tradiciones más típicas del campo chileno.
La actividad de la vendimia requiere en un corto periodo de tiempo una gran cantidad de mano de obra y ante la escasez relativa de esta, los productores premiaban con actividades festivas el trabajo.
- Fiesta de La Vendimia del Valle de Codpa
- Fiesta de La Vendimia del Valle de Copiapó
- Fiesta de La Vendimia de San Félix
- Fiesta de La Vendimia del Valle del Elqui
- Fiesta de La Vendimia del Valle del Limarí
- Fiesta de La Vendimia del Valle de Aconcagua
- Fiesta de La Vendimia del Valle de Casablanca
- Fiesta de La Vendimia de Alonso de Córdoba
- Fiesta de La Vendimia del Valle del Maipo
- Fiesta de La Vendimia del Valle del Cachapoal
- Fiesta de La Vendimia de Rengo
- Fiesta de La Vendimia del Valle de Colchagua
- Fiesta de La Vendimia del Valle de Santa Cruz
- Fiesta de La Vendimia del Valle de Curicó
- Fiesta de La Vendimia del Valle del Maule
- Fiesta de La Vendimia del Valle del Itata
- Fiesta de la Vendimia de San Felipe
- Fiesta de la Vendimia de Portezuelo

## Fechas de algunas fiestas de la vendimia de Chile
Puesto que Chile está en el hemisferio sur, las zonas más al norte tienen menos latitud y son más càlidas. Eso implica que las uvas maduran primero en esas zonas produciendo que las fechas de las vendimias sean correlativamente más tardìa mientras más al sur sea la zona. Las fechas son referenciales dependiendo de las características atmosféricas del periodo veraniego.
- Fiesta de la Vendimia de Molina: 10 al 12 de marzo. Competencia Folclórica con más de 40 años de antigüedad, actualmente es el único festival Folclórico referente a la Vendimia en Chile, incluye artistas locales, nacionales e internacionales, con feria artesanal y una amplia gastronomía, es una de las ferias más pintoresca y costumbrista del país. www.festivaldelavendimia.cl

- Fiesta de la Vendimia de Limarí (Ovalle): 1 al 3 de marzo. Incluye la participación de las pisqueras del valle.

- Fiesta de la Vendimia de Colchagua (Santa Cruz): 6,7 y 8 de marzo. Probablemente la más popular de todas. Es organizada por la Municipalidad de Santa Cruz y la Asociación Viñas de Colchagua, donde los asistentes pueden degustar más de 150 premiadas propuestas de las Viñas Bisquertt, Casa Silva, Lapostolle, Montes, Los Vascos, MontGras, Santa Cruz, Siegel, Santa Helena, Viu Manent, Luis Felipe Edwards, Ventisquero y Santa Rita.

- Fiesta de la Vendimia de Curicó: Penúltima semana de marzo. Iniciativa original de la Viña Miguel Torres, es la más antigua del país.

- Fiesta de la Vendimia de Maipo (Pirque): 5 al 7 de abril. Incluirá tradicionales viñas como Concha y Toro y Cousiño Macul.

- Fiesta de la Vendimia del Maule (Talca): 6 de abril. Reúne las viñas asociadas en la “Ruta del Maule”.

(En los próximos años las fechas son cercanas a las descritas aquí.)